# Hrabstwo Archuleta

Piramida wieku hrabstwa

Hrabstwo Archuleta (ang. Archuleta County) – hrabstwo w stanie Kolorado w Stanach Zjednoczonych. Hrabstwo zajmuje powierzchnię 3 510,68 km². Według szacunków United States Census Bureau w roku 2006 liczyło 12 386 mieszkańców. Siedzibą administracyjną hrabstwa jest Pagosa Springs.

## Miasta
- Pagosa Springs
- Arboles (CDP)